# 광저우 지하철
광저우 지하철(广州地铁)은 중화인민공화국 광둥성 광저우시에서 운영하는 도시 철도다. 광저우 지하철도 총공사가 운영하고 있다. 1997년 6월 28일 중국에서 네번 째로 개통한 지하철이며, 2010년 11월 12일 개막된 아시안 게임을 겨냥해서 노선 확장을 진행하였다.
2016년 12월 28일 현재까지 1호선부터 8호선까지 개통되었으며, 구간 확장 공사가 진행 중이다. 2020년까지 총 16개 노선, 주행 거리 약 677km의 지하철 노선의 건설이 계획되어 있고, 리니어 지하철의 조달도 예정되어 있다.

## 노선

광저우 지하철 노선도

- ● 광저우 지하철 1호선 (18.5km)
- ● 광저우 지하철 2호선 (31.8km)
- ● 광저우 지하철 3호선 (74.9km)
- ● 광저우 지하철 4호선 (56.2km)
- ● 광저우 지하철 5호선 (41.7km)
- ● 광저우 지하철 6호선 (42.0km)
- ● 광저우 지하철 7호선 (54.2km)
- ● 광저우 지하철 8호선 (33.9km)
- ● 광저우 지하철 9호선 (20.1km)
- ● 광저우 지하철 11호선 (44.2km)
- ● 광저우 지하철 13호선 (28.3km)
- ● 광저우 지하철 14호선 (76.3km)
- ● 광저우 지하철 18호선 (58.3km)
- ● 광저우 지하철 21호선 (60.5km)
- ● 광저우 지하철 22호선 (18.2km)
- ● 광포 지하철 (39.6km)
- ● 주장신청 자동운송 체계 (4.0km)

## 역사
- 2016년 12월 28일 - 7호선 (광저우남역 ~ 따쉐청남역) 개통
- 2015년 12월 28일 - 광포선(gf14.씨랑역 ~ gf18.양강역 구간)개통
- 2015년 1월 28일 - 6호선 (609.이더루역)개통
- 2013년 12월 28일 - 6호선 (선펑강역 ~ 창반역) 개통
- 2010년 11월 8일 - 주장신청 자동운송 체계(APM) (린허씨역 ~ 치광탑역)
- 2010년 11월 3일 - 광포선 (키우치루 ~ 씨랑역)
- 2010년 11월 3일 - 8호선(바오강 따다오역, 사유안역, 펑황신춘역) 개통
- 2010년 10월 30일 - 3호 북부 연장선(광저우 동역 ~ 남공항역) 개통
- 2010년 9월 25일 - 2호선 (광저우신커역 ~ 장난 서역), 8호선(샤오강역 ~ 펑황신춘), 4호선(황춘역~츠피난역)
- 2009년 12월 28일 - 5호선(자오커역 ~ 원총역), 4호선(완성웨이역 ~ 츠베이난역) 연장 개통
- 2007년 6월 28일 - 4호선 전선 개통(황각역 ~ 진저우역)
- 2006년 12월 30일 - 3호선 지선(티엔허고속버스터미널역 ~ 판위광장 역), 4호선(신조역 ~ 황각역) 개통
- 2005년 12월 26일 - 2호선(효항역 ~ 만승위역), 3호선(광저우 동역~객촌역), 4호선(만승위역 ~ 신조역) 개통
- 2002년 12월 29일 - 2호선(산유안리역 ~ 샤오강역) 개통
- 1999년 6월 28일 - 1호선 전선 개통(황샤역 ~ 광저우 동역)
- 1997년 6월 28일 - 1호선(서랑역 - 황샤역)

광포 선은 광저우 시와 인접한 도시인 포샨 시를 연결하는 노선이며, 2010년에 개통됐다.

## 승차
자동판매기에 동전 모양의 IC 승차권 (토큰)을 구입하여 자동 개찰기에서 입장한다. 승차권은 하차시 회수되어 다시 사용된다. 요금은 2위안에서 19위안으로 km 당 구간제 운임계산을 적용한다. 1회권 외에, 반복 충전하여 사용하는 선불 카드도 있다.

## 같이 보기
- 둥관 궤도교통